# Revadim
Revivim est un kibboutz du sud d'Israël.

## Histoire
Le Kibboutz est fondé par des membres du groupe Hachomer Hatzaïr. Durant la Guerre israélo-arabe de 1948-1949 le 13 mai 1948, le village est détruit. Le kibboutz est reconstruit en novembre 1948. Les habitants viennent principalement de Bulgarie.

## Activités du kibboutz
- Agriculture
- Musée archéologique [2]